# Атамановский (Нехаевский район)
Атамановский — опустевший хутор в Нехаевском районе Волгоградской области России. Входит в состав Тишанского сельского поселения. Население 0 чел. (2010) .

## История
Во время переписи 2002 года входил в Соколовский сельсовет.
В соответствии с Законом Волгоградской области от 24 декабря 2004 года  № 977-ОД «Об установлении границ и наделении статусом Нехаевского района и муниципальных образований в его составе» , хутор вошёл в состав образованного Тишанского сельского поселения.

## География
Расположен в северо-западной  части региона.
Абсолютная высота 95 метров над уровнем моря.

## Население
| 2010 |
| ---- |
| 0    |

Национальный состав
Согласно результатам переписи 2002 года, в национальной структуре населения
русские составляли  100 % из общей численности населения в 1 чел..

## Инфраструктура
Было развито личное подсобное хозяйство. 

## Транспорт
Просёлочные дороги. 